# Геронтий Печерский
Геронтий Печерский (Геронтий Канонарх; XIV век ?) — инок Киево-Печерского монастыря. Святой Русской церкви, почитается в лике преподобных, память совершается (по юлианскому календарю): 1 апреля и 28 августа (Собор преподобных отцов Киево-Печерских Дальних пещер).
Геронтий принял монашеский постриг в отроческом возрасте, был канонархом Успенского собора монастыря. Скончался в 11—12 лет. Мощи преподобного Геронтия находятся в Дальних пещерах Киево-Печерской лавры в одной раке с мощами Леонтия Канонарха. Павел Алеппский, посетивший монастырь в 1653 году, писал: «Тут есть тела двух отроков: их головы желты и до сих пор источают миро».
Местное почитание Геронтия началось в конце XVII века когда печерский архимандрит Варлаам (Ясинский) (будущий митрополит Киевский) установил празднование Собора преподобных отцов Дальних пещер. В составленных в это время богослужебных текстах 3-й тропарь 5-й песни канона прославляет двух преподобных канонархов. Общецерковное почитание началось после разрешения Святейшего Синода во второй половине XVIII века включать в общецерковные месяцесловы имена ряда киевских святых.
Иконописный подлинник (конец XVIII века) указывает изображать Геронтия следующим образом: «Млад… на плечах клобук черн, риза преподобническа, испод вохра». На иконе середины XIX века, помещённой над ракой святой, Геронтий изображён в стихаре, в руках раскрытая богослужебная книга.